# Famine de la fin du XIIIe siècle en Égypte
À partir de l'an 1294, un ensemble de circonstances défavorables ont eu un impact négatif sur le cour de la vie normale dans l'Égypte mamelouke, une sécheresse aiguë couplée à d'autres facteurs. Pendant cette période l'Égypte mamelouk a connu une des plus graves crises de son histoire.

## Causes
Le Nil et son débit d'eau constituent le facteur essentiel et structurel dans la vie agricole égyptienne et surtout dans le secteur des céréales, qui constituent le pilier nutritif des égyptiens. Ceci s'exprime à travers un mécanisme des eaux qui varient selon les années qu'on appelle la crue. Si la crue est suffisamment élevée alors la récolte des céréales s'annonce prometteuse et l'approvisionnement de l'Égypte est assuré ce qui participe à stabiliser les prix et à pourvoir à la consommation des masses. Au contraire si la crue est très insuffisante, alors dans ce cas la récolte sera minime et les céréales viendront à manquer ce qui va aboutir à une pénurie aux conséquences néfastes. En 1294 et 1295, la crue du Nil a été remarquablement basse ce qui a eu pour conséquences des récoltes insuffisantes pendant deux années successives. La présence d'un Sultan mongol, Kitbugha, au pouvoir a eu un impact psychologique très négative sur la population, en effet celui-ci a permis l'accueil de manière passive voire complice d'une population mongole non-musulmans sur les terres du Sultanat. Ce détail a participé à empirer l'état d'esprit des populations qui sont sujettes à une panique généralisée.

## Bilan
La raréfaction des denrées accouplés à une augmentation fulgurante des prix, a abandonné les égyptiens à la faim, on rapporte que les habitants du Caire se sont mis à manger des chiens et chats et certains ont même succombé au cannibalisme. La faiblesse des organismes eu pour conséquences une recrudescence de l'épidémie et des maladies. Les chroniqueurs de l'époque décrivent des chiffres de mortalité très élevés, on aurait jeté les corps dans les rues et les fosses communes.